# Дальний (Квантунская область)
Дальний — город в Квантунской области, бывший под контролем Российской империи в 1898—1904 годах. В настоящее время это территория китайского города Далянь.

## Краткие сведения
Дальний был коммерческим портом и конечной станцией Китайской Восточной железной дороги на Ляодунском полуострове. Создан был искусственно, чтобы иметь коммерческий порт в южной Маньчжурии. Ввиду несогласия русского военного ведомства приспособить Порт-Артур под коммерческий порт, о чём хлопотало министерство финансов, последнее остановилось на бухте Виктория, составляющей часть обширного Даляньваньского залива, где поручено было обществу Китайской Восточной железной дороги выстроить удобный порт, могущий иметь мировое значение.
Предполагалось создать, кроме необходимых портовых и железнодорожных сооружений, обширный населённый пункт по образцу европейских поселений в китайских открытых портах. Город разделялся на три части: административную, где были уже выстроены главнейшие здания, европейскую, где должна была сосредоточиться главная торговая деятельность порта, и китайскую, для туземного населения.
К началу русско-японской войны многие здания и портовые сооружения были уже закончены настолько, что, когда город заняли японцы, Дальний уже превратили в военно-морскую базу для морских операций Японии, нашедшей здесь обширные мастерские, доки, депо и прочие приспособления. Сама бухта Дальнего была ограждена молом, постройка которого, впрочем, обесценила значение города, так как сделала его порт замерзающим в суровые зимы. С целью поднять значение порта, который не мог конкурировать с Инкоу, общество Китайской Восточной дороги обратилось к системе уравнительных тарифов на провоз по железной дороге от Харбина, с искусственным повышением тарифов для грузов, следовавших через Инкоу.
В целом на оборудование Дальнего было затрачено свыше 30 миллионов рублей, но все эти расходы не оправдали ожиданий. В 1901 году Дальний посетило 379 коммерческих судов, из коих 292 было под японским флагом, 42 — под русским, 15 — под германским и 13 — под английским. Главное сношение было с Чифу (256 пароходов). В том же году в Дальний прибыло 44 272 пассажира (на японских пароходах — 40 тыс.), из них 41 695 человек из Чифу. Жителей в Дальнем к 1 сентября 1901 года было 45 408 (европейцев в том числе только 2106) и сверх того 10 тыс. войска. В городе числилось 510 торговых заведений. В мае 1904 года, после боя у Цзиньчжоу, с очищением русскими войсками Наньшанских позиций, Дальний был в полуразрушенном виде занят японскими войсками.